# Olympische Sommerspiele 2020/Leichtathletik – 5000 m (Männer)
Der 5000-Meter-Lauf der Männer bei den Olympischen Spielen 2020 in Tokio wurde am 3. und 6. August 2021 im Nationalstadion ausgetragen.
Olympiasieger wurde der Weltrekordinhaber Joshua Cheptegei aus Uganda. Er siegte vor dem Kanadier Mohammed Ahmed. Bronze gewann der US-Amerikaner Paul Chelimo.

## Aktuelle Titelträger
| Olympiasieger                         | Mo Farah ( Großbritannien)     | 13:03,30 min | Rio de Janeiro 2016 |
| Weltmeister                           | Muktar Edris ( Äthiopien)      | 12:58,85 min | Doha 2019           |
| Europameister                         | Jakob Ingebrigtsen ( Norwegen) | 13:17,06 min | Berlin 2018         |
| Nord-/Zentralamerika-/Karibik-Meister | Hassan Mead ( USA)             | 14:00,18 min | Toronto 2018        |
| Südamerika-Meister                    | Altobeli da Silva ( Brasilien) | 13:50,08 min | Lima 2019           |
| Asienmeister                          | Birhanu Balew ( Bahrain)       | 13:37,42 min | Doha 2019           |
| Afrikameister                         | Edward Pingua Zakayo ( Kenia)  | 13:48,58 min | Asaba 2018          |
| Ozeanienmeister                       | Oli Chignell ( Neuseeland)     | 14:07,17 min | Townsville 2019     |

## Rekorde

### Bestehende Rekorde
| Weltrekord         | Joshua Cheptegei ( Uganda) | 12:35,36 min | Monaco, Monaco                        | 14. August 2020 |
| Olympischer Rekord | Noah Ngeny ( Kenia)        | 12:57,82 min | Finale OS Peking, Volksrepublik China | 23. August 2008 |

Der bestehende olympische Rekord wurde bei diesen Spielen nicht erreicht. Die beste Zeit erzielte im Finale am 6. August der kenianische Olympiasieger Joshua Cheptegei mit 12:58,15 min. Den Rekord verfehlte er damit nur sehr knapp um 43 Hundertstelsekunden. Zum Weltrekord fehlten ihm 22,59 Sekunden.

### Rekordverbesserung
Es wurde ein Landesrekord aufgestellt:

13:10,09 min – Luis Grijalva (Guatemala), Finale am 6. August

## Vorrunde
Die Vorrunde wurde in zwei Läufen durchgeführt. Für das Finale qualifizierten sich pro Lauf die ersten fünf Athleten (hellblau unterlegt). Darüber hinaus kamen die fünf Zeitschnellsten, die sogenannten Lucky Loser (hellgrün unterlegt), weiter.

### Lauf 1

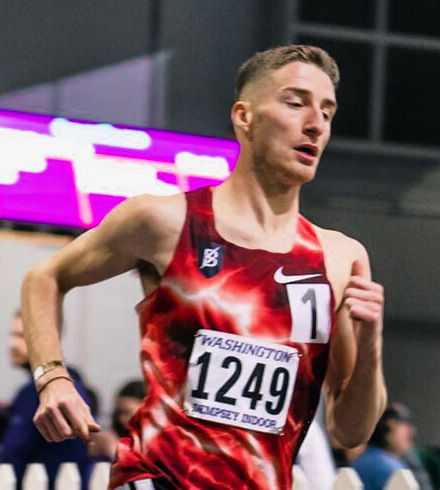
Marc Scott – ausgeschieden als Sechster des ersten Vorlaufs
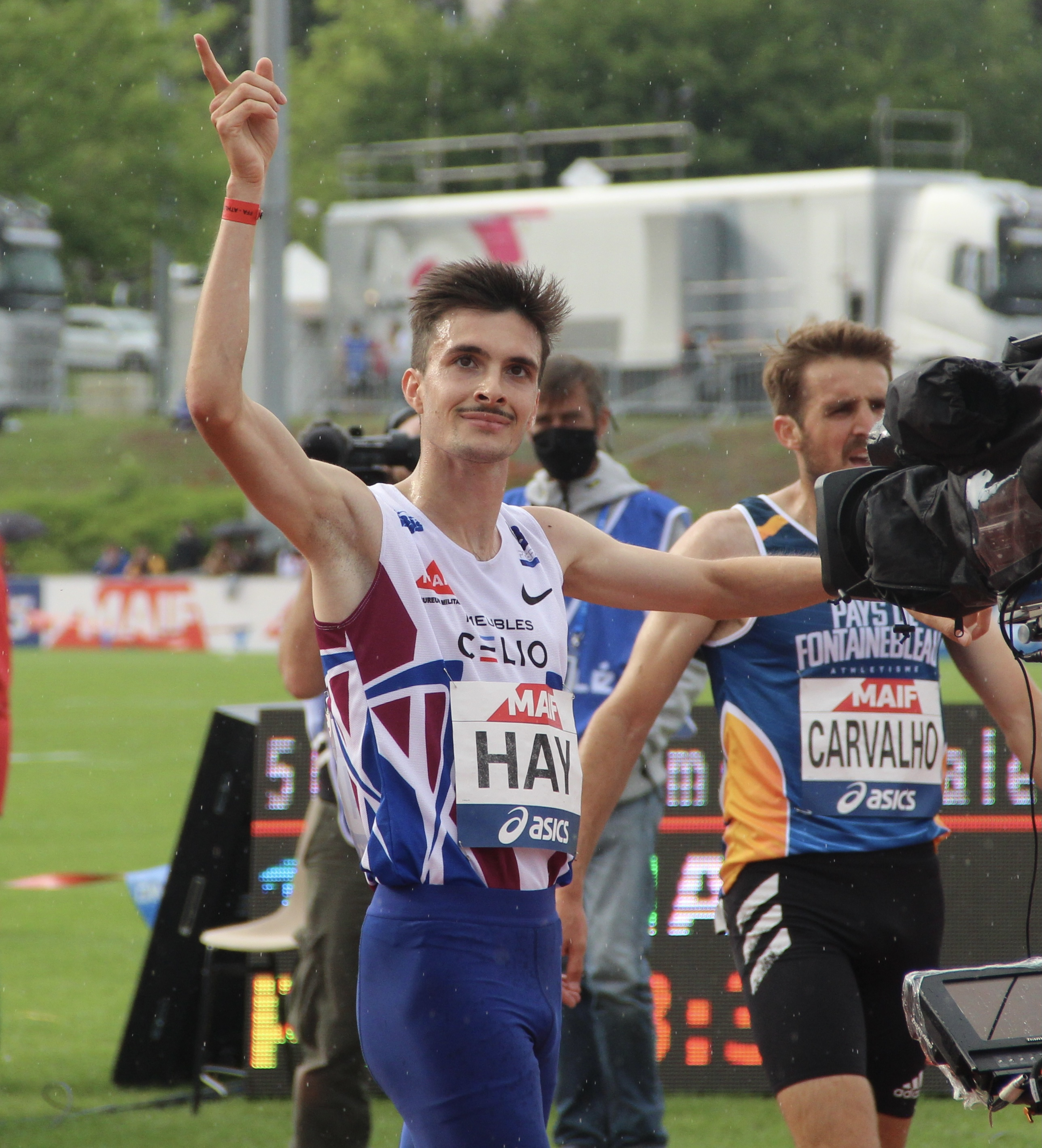
Hugo Hay – ausgeschieden als Siebter des ersten Vorlaufs

3. August 2021, 19:56 Uhr (12:56 Uhr MESZ)
| Platz | Name                    | Nation         | Zeit (min) | Anmerkung |
| ----- | ----------------------- | -------------- | ---------- | --------- |
| 1     | Nicholas Kimeli         | Kenia          | 13:38,87   |           |
| 2     | Mohammed Ahmed          | Kanada         | 13:38,96   |           |
| 3     | William Kincaid         | USA            | 13:39,04   |           |
| 4     | Oscar Chelimo           | Uganda         | 13:39,07   |           |
| 5     | Birhanu Balew           | Bahrain        | 13:39,42   |           |
| 6     | Marc Scott              | Großbritannien | 13:39,61   |           |
| 7     | Hugo Hay                | Frankreich     | 13:39,95   |           |
| 8     | David McNeill           | Australien     | 13:39,97   |           |
| 9     | Getnet Wale             | Äthiopien      | 13:41,13   |           |
| 10    | Daniel Simiu Ebenyo     | Kenia          | 13:41,64   |           |
| 11    | Jonas Raess             | Schweiz        | 13:43,52   |           |
| 12    | Soufiane Bouqantar      | Marokko        | 13:43,97   |           |
| 13    | Lucas Bruchet           | Kanada         | 13:44,08   |           |
| 14    | Nibret Melak            | Äthiopien      | 13:45,81   |           |
| 15    | Yemaneberhan Crippa     | Italien        | 13:47,12   |           |
| 16    | Robin Hendrix           | Belgien        | 13:58,37   |           |
| 17    | Yūta Bandō              | Japan          | 14:05,80   |           |
| 18    | Nursultan Kengeschbekow | Kirgisistan    | 14:07,79   |           |
| 19    | Abidine Abidine         | Mauretanien    | 14:54,80   | PB        |
| DNF   | Mike Foppen             | Niederlande    |            |           |

Weitere im ersten Vorlauf ausgeschiedene Läufer:

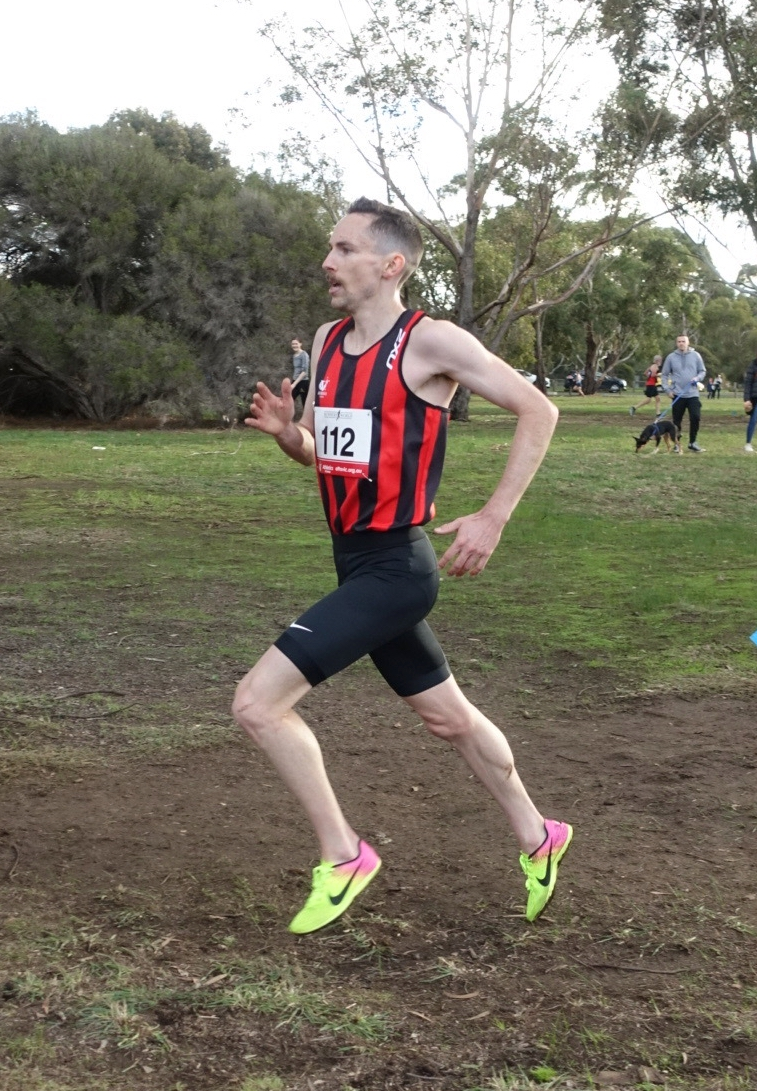
David McNeill – Rang acht
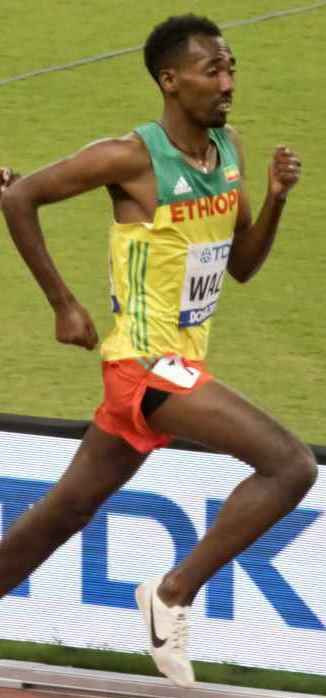
Getnet Wale – Rang neun
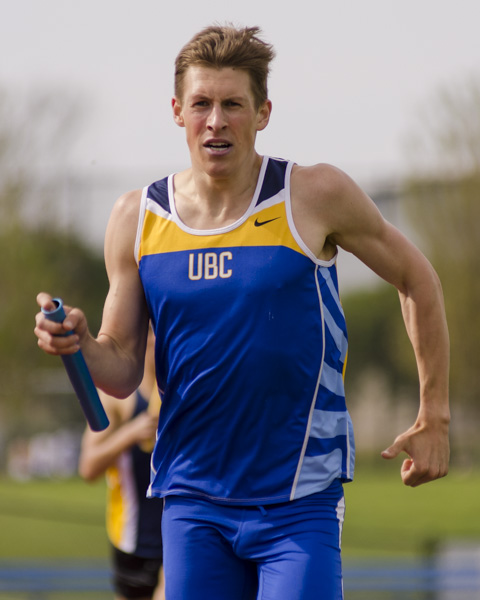
Lucas Bruchet – Rang dreizehn
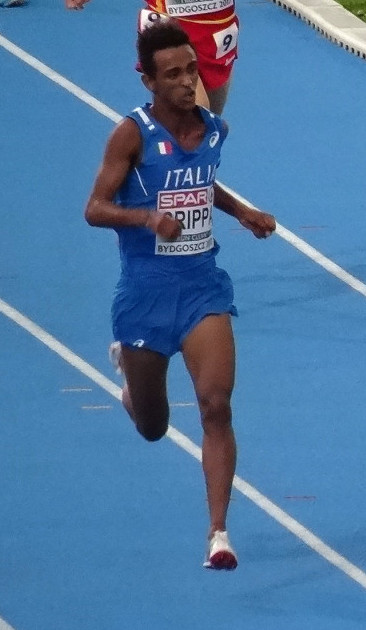
Yemaneberhan Crippa – Rang fünfzehn
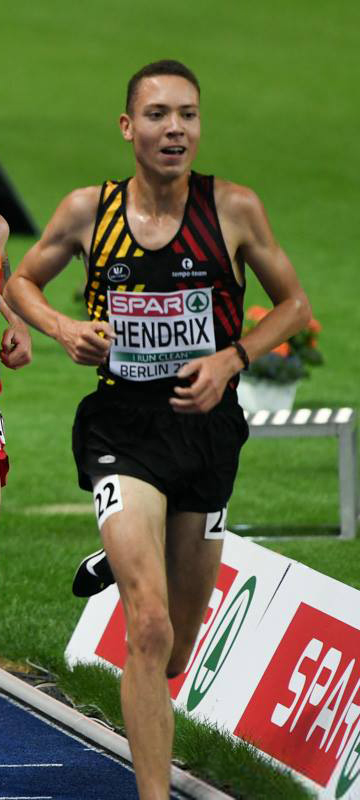
Robin Hendrix – Rang sechzehn

### Lauf 2

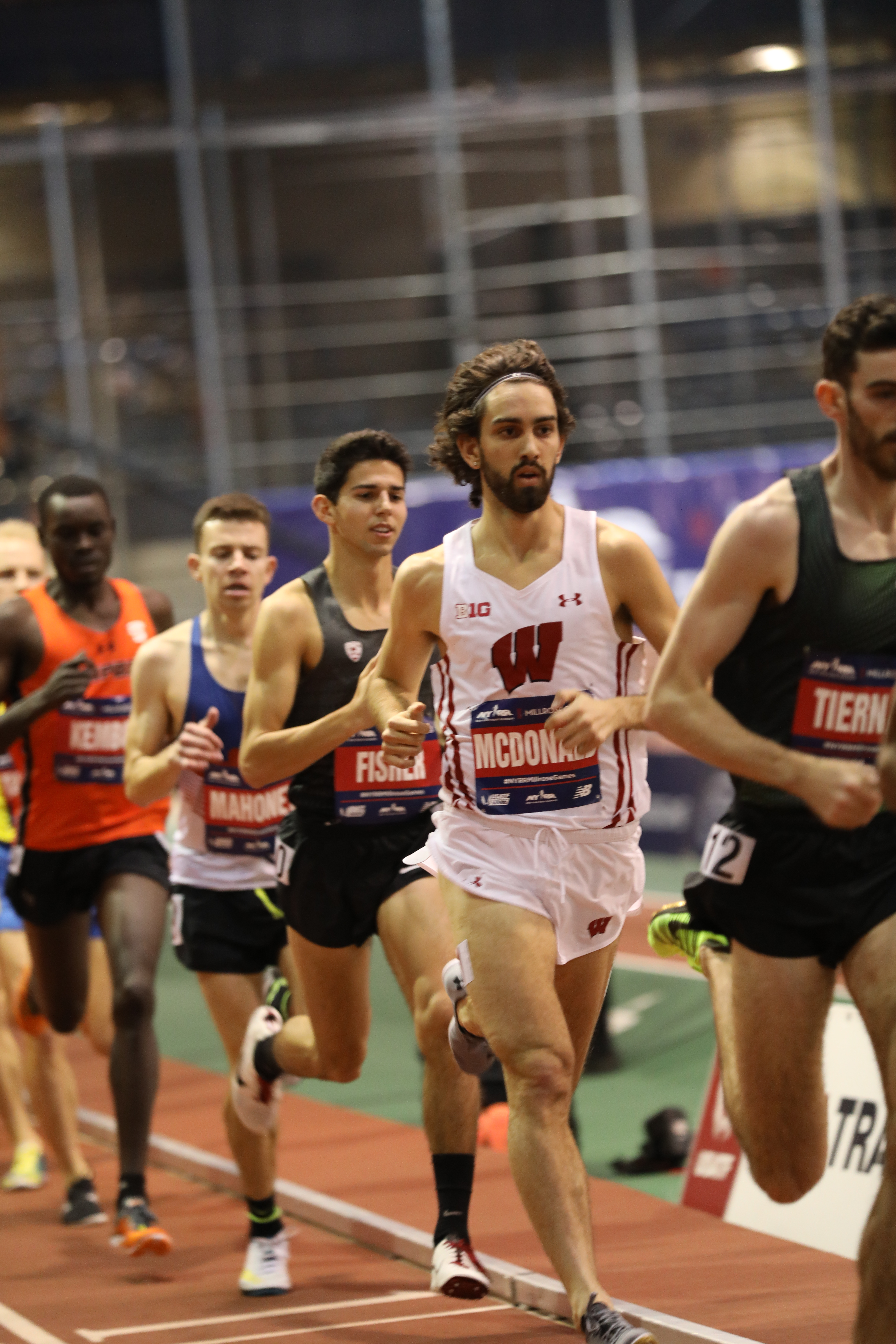
Morgan McDonald (weißes Trikot) – ausgeschieden als Elfter des zweiten Vorlaufs

3. August 2021, 20:16 Uhr (13:16 Uhr MESZ)
| Platz | Name                          | Nation               | Zeit (min) | Anmerkung                              |
| ----- | ----------------------------- | -------------------- | ---------- | -------------------------------------- |
| 1     | Mohamed Katir                 | Spanien              | 13:30,10   |                                        |
| 2     | Paul Chelimo                  | USA                  | 13:30,15   |                                        |
| 3     | Justyn Knight                 | Kanada               | 13:30,22   |                                        |
| 4     | Jacob Kiplimo                 | Uganda               | 13:30,40   |                                        |
| 5     | Joshua Cheptegei              | Uganda               | 13:30,61   |                                        |
| 6     | Milkesa Mengesha              | Äthiopien            | 13:31,13   |                                        |
| 7     | Andrew Butchart               | Großbritannien       | 13:31,23   |                                        |
| 8     | Grant Fisher                  | USA                  | 13:31,80   |                                        |
| 9     | Jimmy Gressier                | Frankreich           | 13:33,47   |                                        |
| 10    | Luis Grijalva                 | Guatemala            | 13:34,11   |                                        |
| 11    | Morgan McDonald               | Australien           | 13:37,36   |                                        |
| 12    | Narve Gilje Nordås            | Norwegen             | 13:41,82   |                                        |
| 13    | Jamal Abdelmaji Eisa Mohammed | Refugee Olympic Team | 13:42,98   | PB                                     |
| 14    | Dawit Fikadu                  | Bahrain              | 13:44,03   | SB per Videorichterentscheid im Finale |
| 15    | Lesiba Precious Mashele       | Südafrika            | 13:48,25   |                                        |
| 16    | Mohamed Mohumed               | Deutschland          | 13:50,46   |                                        |
| 17    | Isaac Kimeli                  | Belgien              | 13:57,36   |                                        |
| 18    | Hiroki Matsueda               | Japan                | 14:15,54   |                                        |
| DNS   | Samuel Chebole                | Kenia                |            |                                        |
| DNS   | Patrick Tiernan               | Australien           |            |                                        |

Weitere im zweiten Vorlauf ausgeschiedene Läufer:

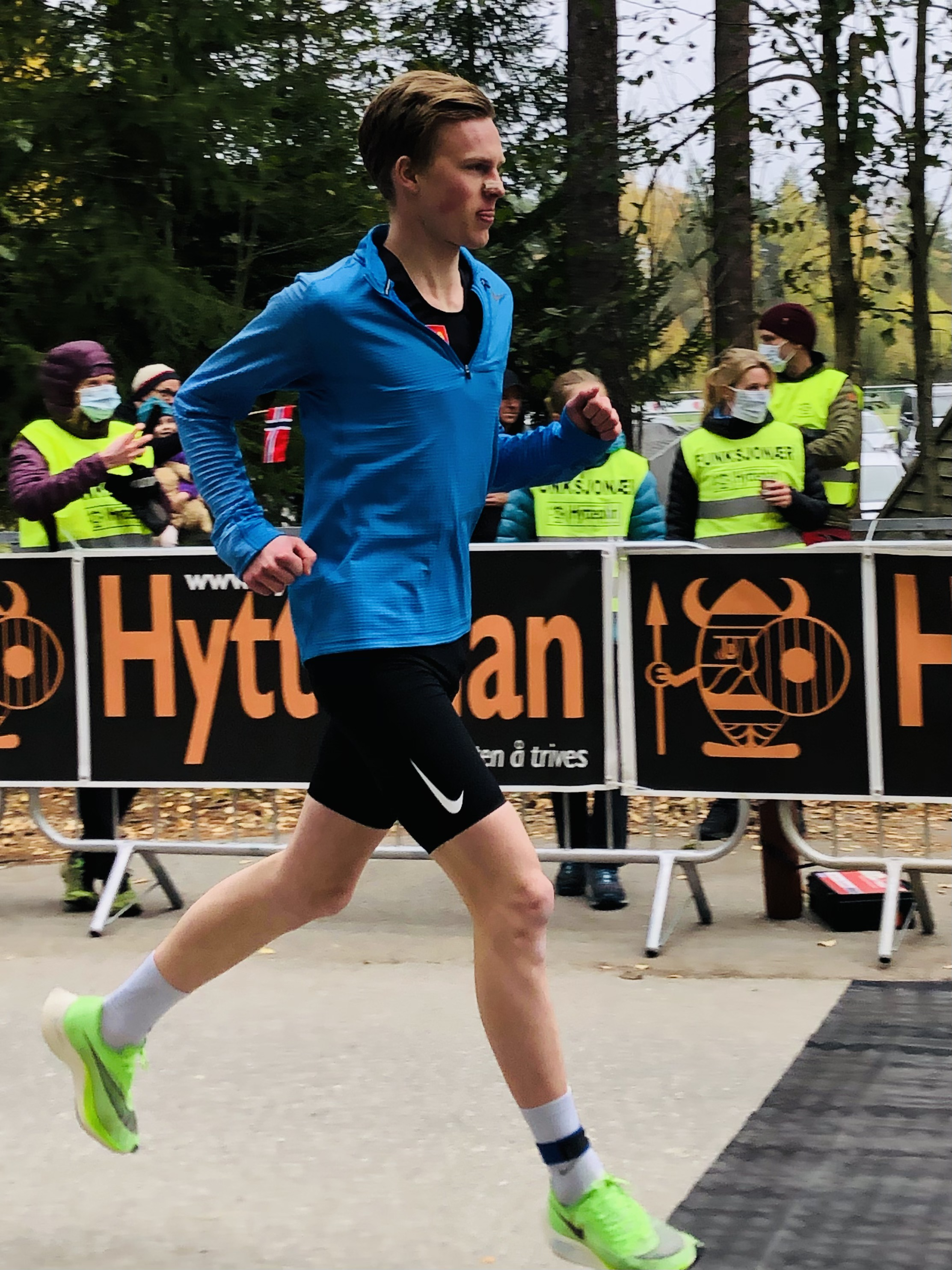
Narve Gilje Nordås – Rang zwölf
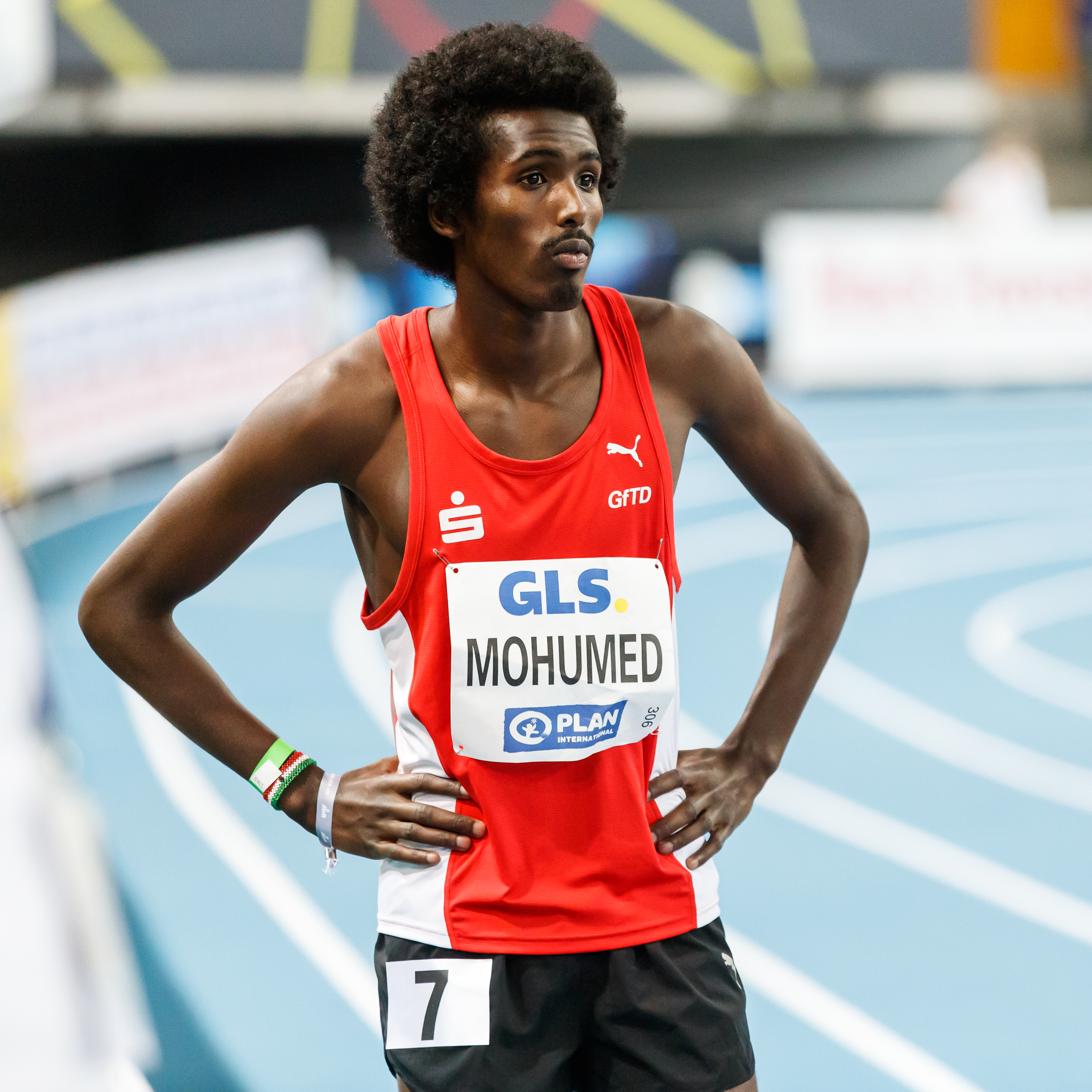
Mohamed Mohumed – Rang sechzehn
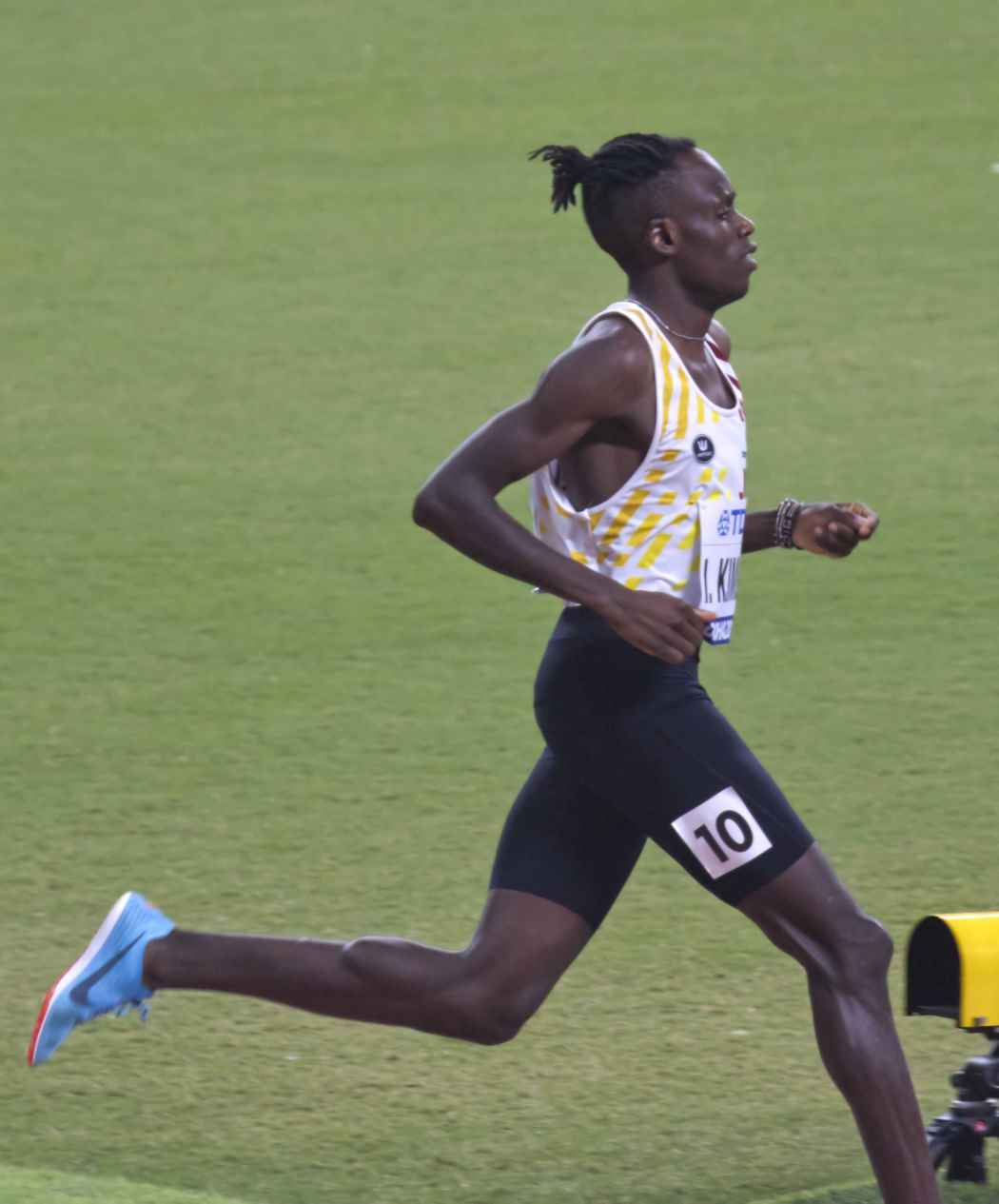
Isaac Kimeli – Rang siebzehn
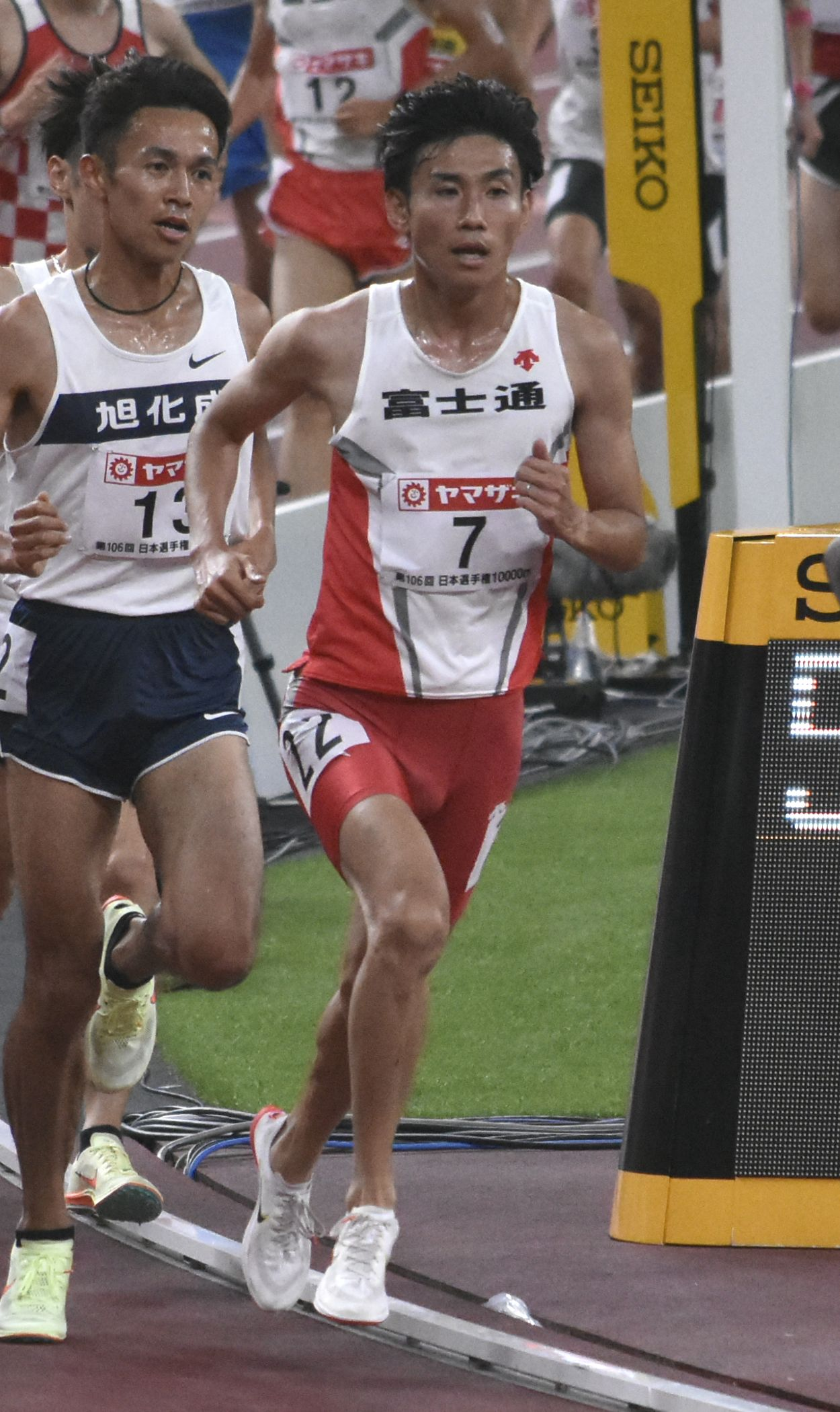
Hiroki Matsueda (rechts) – Rang achtzehn

## Finale
6. August 2021, 21:00 Uhr (14:00 Uhr MESZ)

### Zwischenzeiten
| Zwischenzeit- Marke | Zwischenzeit | Führender                            | 1000-m-Zeit |
| ------------------- | ------------ | ------------------------------------ | ----------- |
| 1000 m              | 2:38,4 min0  | Jacob Kiplimo mit größerer Gruppe    | 2:38,4 min0 |
| 2000 m              | 5:14,1 min0  | Jacob Kiplimo mit größerer Gruppe    | 2:35,7 min0 |
| 3000 m              | 7:55,3 min0  | Joshua Cheptegei mit größerer Gruppe | 2:41,2 min0 |
| 4000 m              | 10:32,4 min0 | Nicholas Kimeli mit größerer Gruppe  | 2:37,1 min0 |
| 5000 m              | 12:58,15 min | Joshua Cheptegei                     | 2:25,75 min |

### Resultat

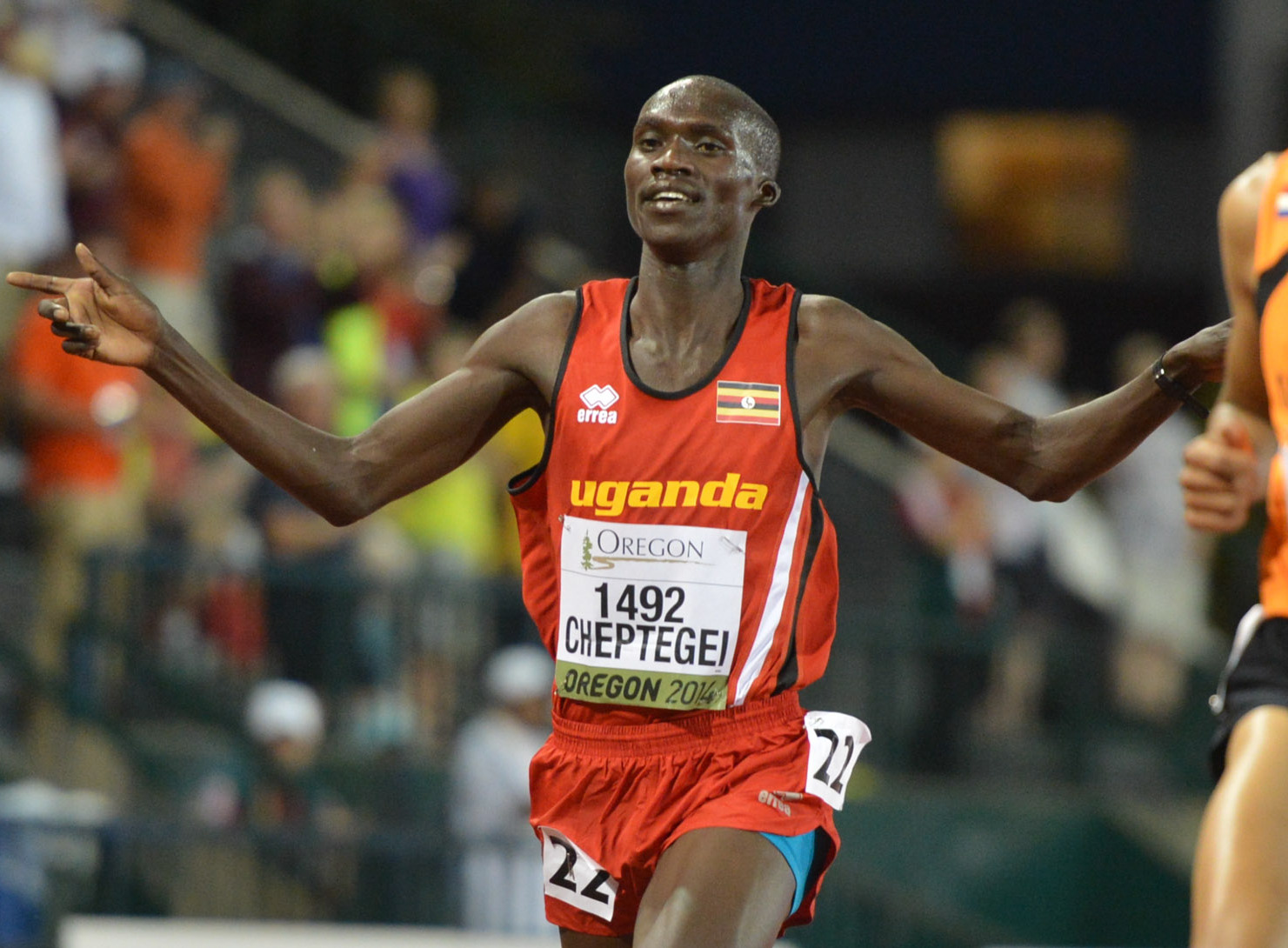
Olympiasieg für den Weltrekordinhaber und
Silbermedaillengewinner über 10.000 Meter Joshua Cheptegei

| Platz | Name             | Nation         | Zeit (min) | Anmerkung |
| ----- | ---------------- | -------------- | ---------- | --------- |
| 1     | Joshua Cheptegei | Uganda         | 12:58,15   |           |
| 2     | Mohammed Ahmed   | Kanada         | 12:58,61   |           |
| 3     | Paul Chelimo     | USA            | 12:59,05   | SB        |
| 4     | Nicholas Kimeli  | Kenia          | 12:59,17   | SB        |
| 5     | Jacob Kiplimo    | Uganda         | 13:02,40   |           |
| 6     | Birhanu Balew    | Bahrain        | 13:03,20   |           |
| 7     | Justyn Knight    | Kanada         | 13:04,38   |           |
| 8     | Mohamed Katir    | Spanien        | 13:06,60   |           |
| 9     | Grant Fisher     | USA            | 13:08,40   |           |
| 10    | Milkesa Mengesha | Äthiopien      | 13:08,50   |           |
| 11    | Andrew Butchart  | Großbritannien | 13:09,97   | SB        |
| 12    | Luis Grijalva    | Guatemala      | 13:10,09   | NR        |
| 13    | Jimmy Gressier   | Frankreich     | 13:11,33   |           |
| 14    | William Kincaid  | USA            | 13:17,20   | SB        |
| 15    | Dawit Fikadu     | Bahrain        | 13:20,24   | SB        |
| 16    | Oscar Chelimo    | Uganda         | 13:44,45   |           |

### Rennablauf
Es wurde von Beginn an ein hohes Tempo angeschlagen mit 1000-Meter-Abschnitten unter 2:40 Minuten. Dennoch blieb lange Zeit ein größeres Feld zusammen. Das Feld war hochkarätig und erst auf den letzten eintausend Metern taten sich größere Lücken auf. An der Spitze lagen meist Milkesa Mengesha als einziger Äthiopier in diesem Finale, Jacob Kiplimo aus Uganda, der US-Amerikaner Paul Chelimo und der Kenianer Nicholas Kimeli.
Zwei Runden vor Schluss beschleunigte Kimeli noch einmal und nun fiel das immer noch große Feld nach und nach auseinander, aber immer noch bestand die Gruppe vorne aus zehn Läufern. Sechshundert Meter vor dem Ziel trat dann der Weltrekordinhaber Joshua Cheptegei aus Uganda an und setzte sich ein wenig von seinen Konkurrenten ab. Aber es blieb immer noch eng, Kimeli, Chelimo, Kiplimo und der Kanadier Mohammed Ahmed folgten mit nur geringem Abstand. Auf der Zielgeraden behielt Cheptegei immer die Kontrolle und lief mit 12:58,15 min zum Olympiasieg. Diese Zeit war weniger als eine halbe Sekunde langsamer als Kenenisa Bekeles olympischer Rekord.
Auf den letzten Metern wurde es sehr eng im Kampf um die Medaillen hinter Cheptegei. Ahmed gewann schließlich Silber in 12:58,61 min. Mit letzter Kraft erlief sich Chelimo Bronze mit nur zwölf Hundertstelsekunden Vorsprung vor Kimeli. Deutlich geschlagener Fünfter wurde der am Ende nachlassende Kiplimo – vier Tage zuvor Bronzemedaillengewinner über 10.000 Meter. Birhanu Balew aus Bahrain kam auf den sechsten Platz.
Joshua Cheptegei hatte hier in Tokio zuvor bereits Silber über 10.000 Meter gewonnen und vergoldete seinen Auftritt bei diesen Spielen. Der über 5000 Meter zweitplatzierte Mohammed Ahmed hatte auf der doppelt so langen Distanz Rang sechs belegt.

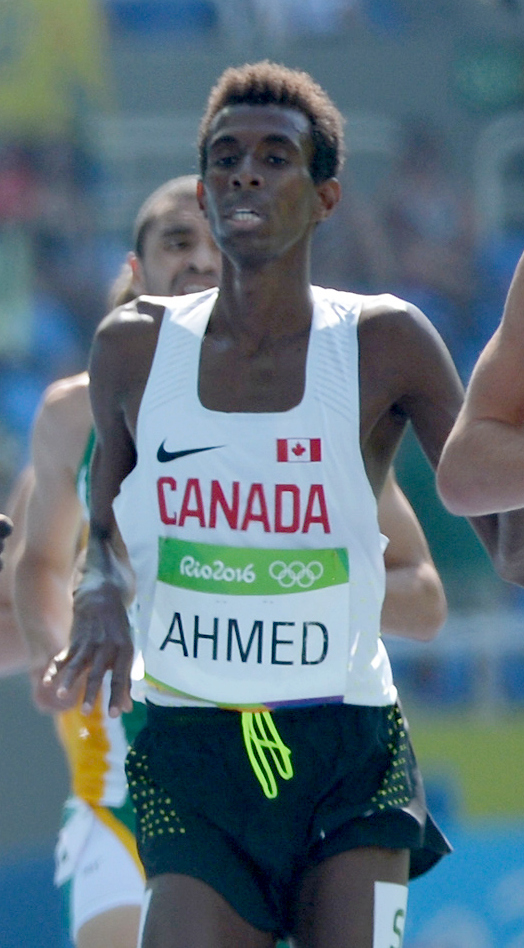
Silbermedaillengewinner Mohammed Ahmed
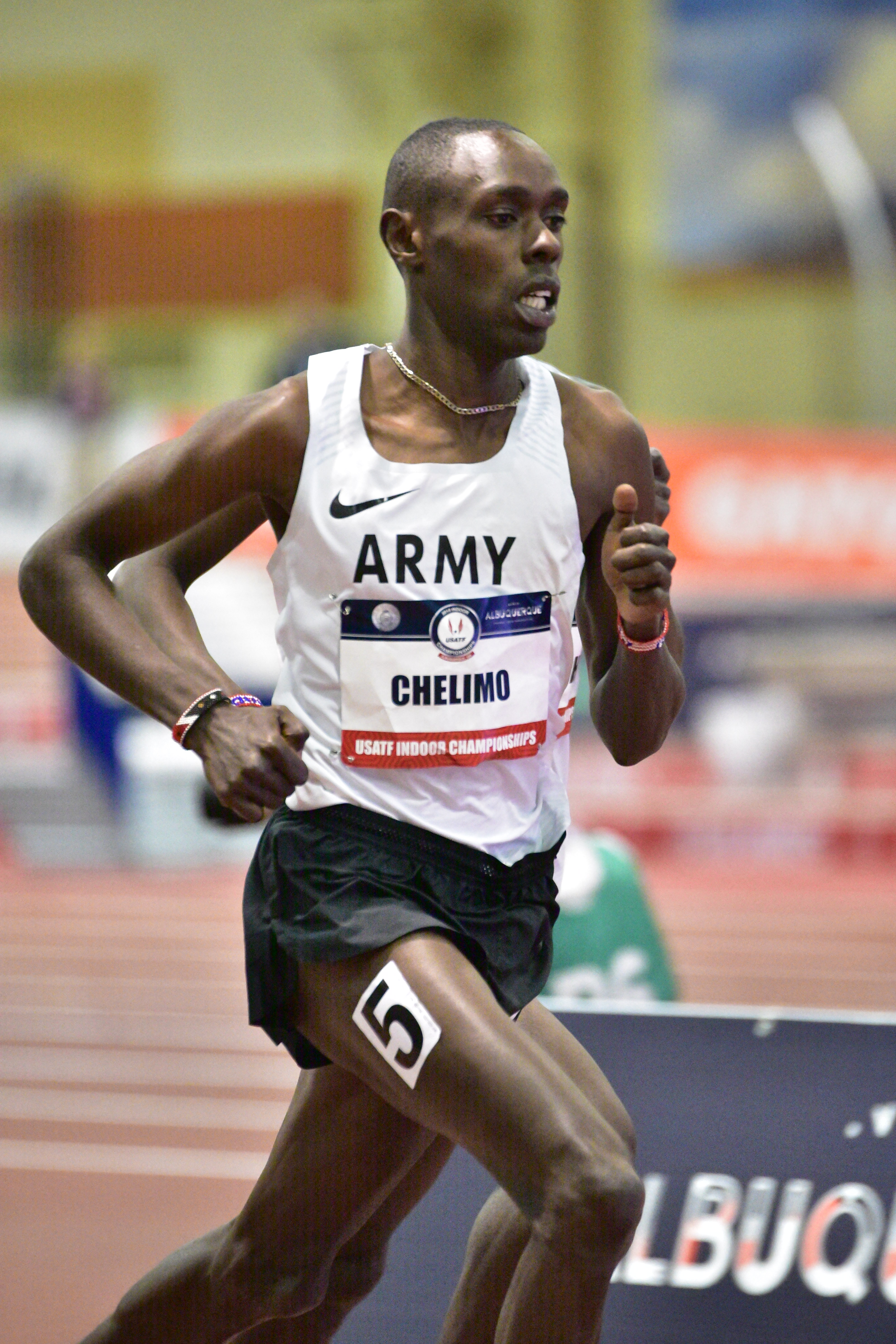
Bronze errang Paul Chelimo
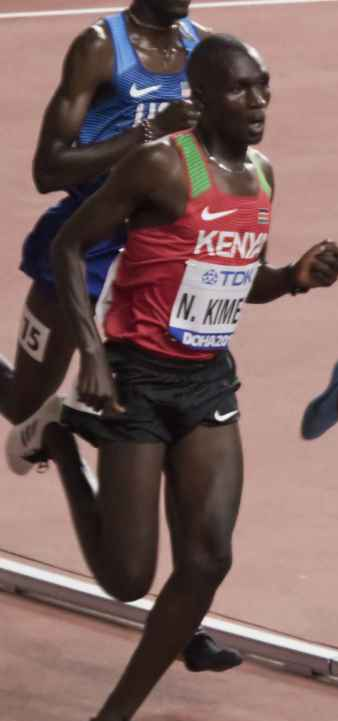
Nicholas Kimeli fehlten auf seinem vierten Platz nur zwölf Hundertstelsekunden zu Bronze
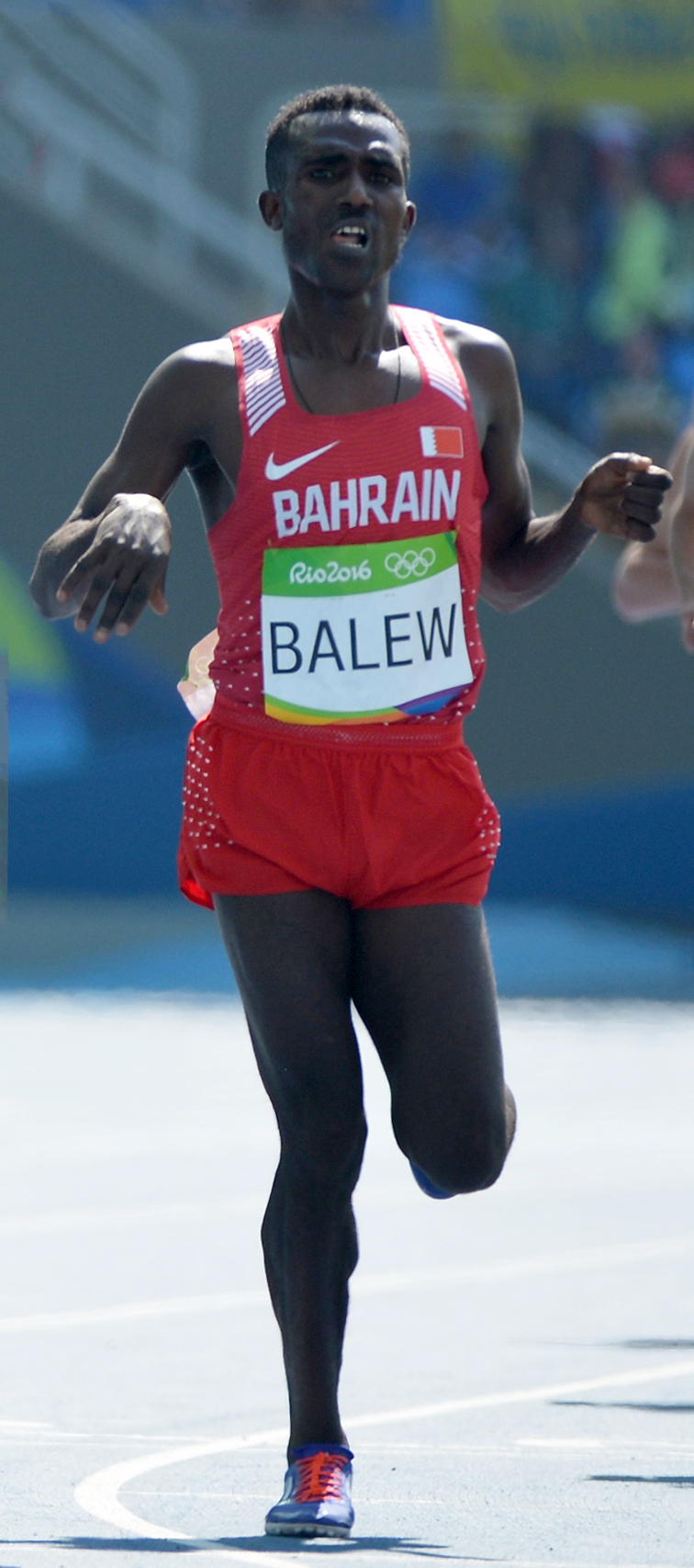
Birhanu Balew wurde Olympiasechster
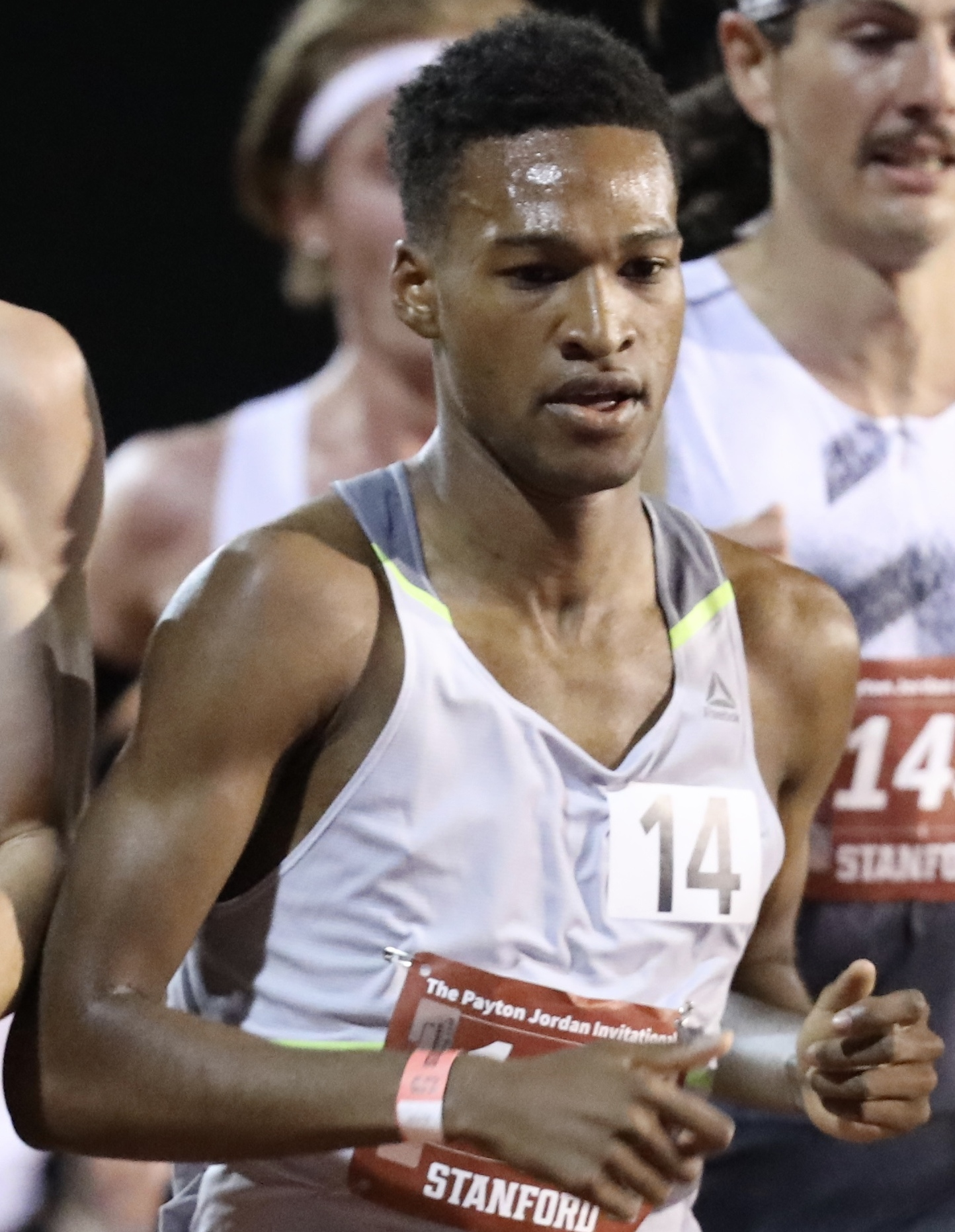
Rang sieben für Justyn Knight
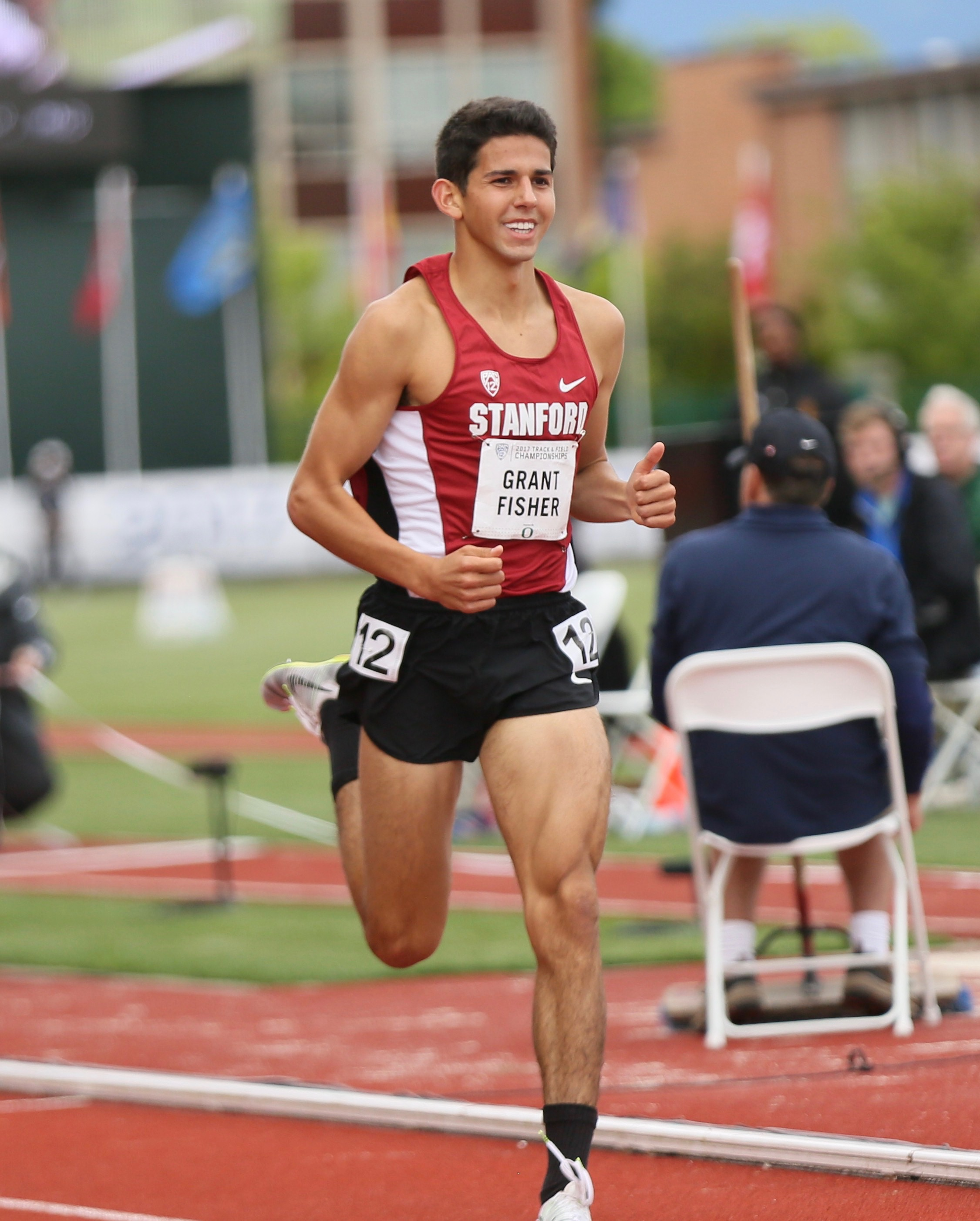
Grant Fisher erreichte Platz neun
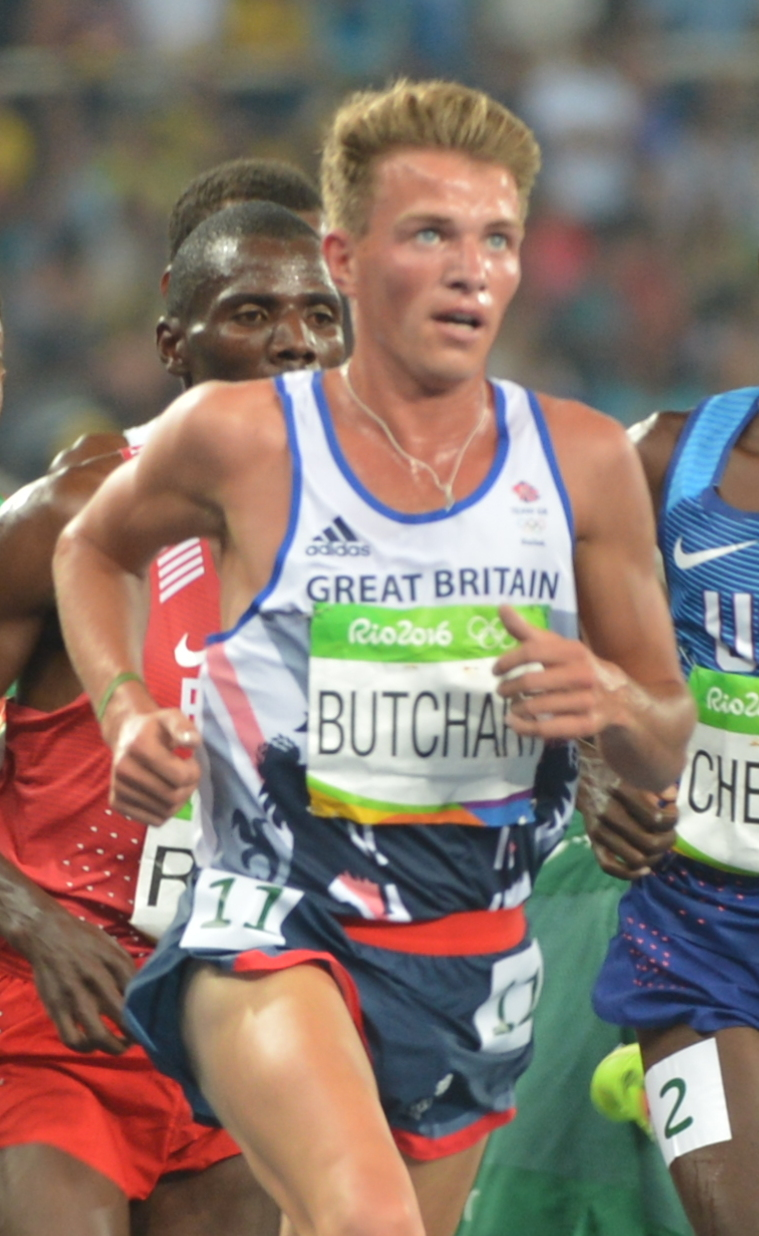
Andrew Butchart belegte Rang elf
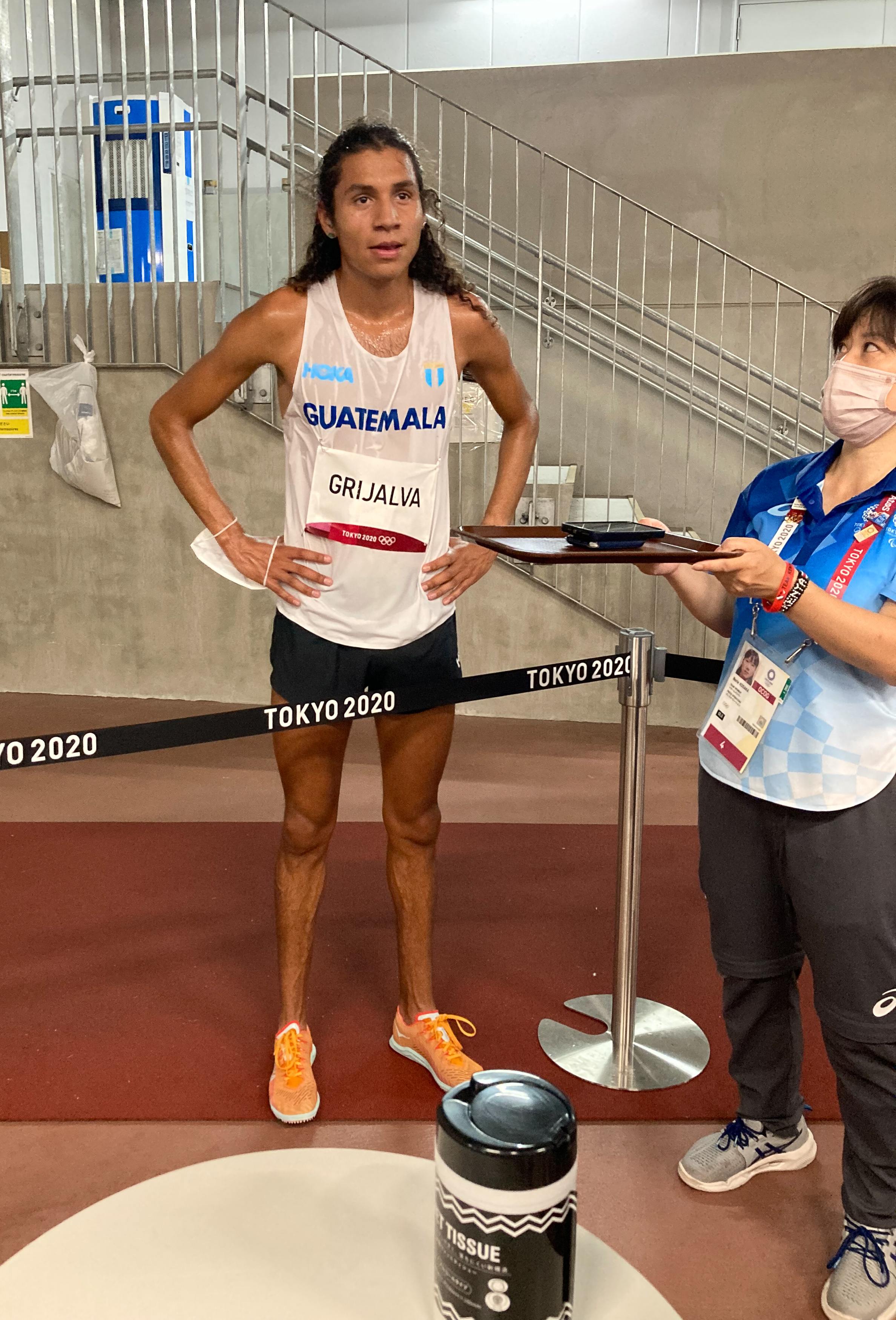
Die zwölftplatzierte Luis Grijalva
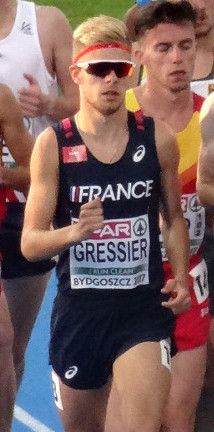
Jimmy Gressier – Rang dreizehn
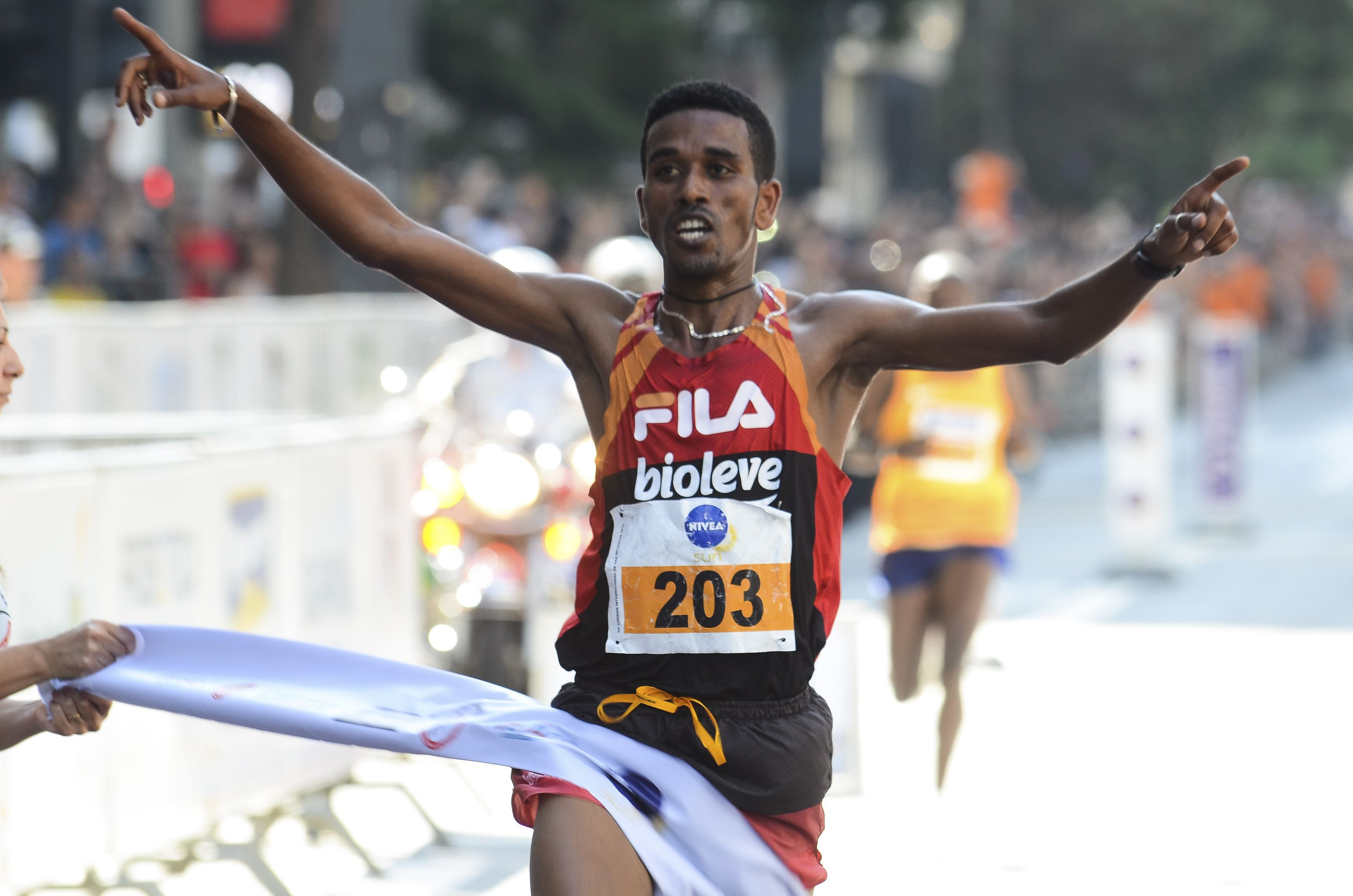
Dawit Fikadu kam auf den fünfzehnten Platz

## Video
- Men's 5,000m Final, Tokyo Replays, youtube.com, abgerufen am 19. Mai 2022